# Associació de Víctimes del Terrorisme
L'Associació de Víctimes del Terrorisme (en castellà: Asociación Víctimas del Terrorismo) és una associació d'extrema dreta constituïda l'any 1981 amb l'objectiu de socórrer les víctimes del terrorisme de l'Estat espanyol.
Els socis que agrupa l'AVT, a diferència d'altres associacions d'Espanya, són únicament víctimes directes del terrorisme, entenent-se com a tals, els ferits o que han sobreviscut als atemptats soferts, o els familiars de víctimes mortes. Respecte al nombre d'afiliats, alguns citen uns 3000 afiliats de 18.000 censats a l'Estat espanyol com a víctimes del terrorisme.

## Finançament
L'Associació rep subvencions anuals dels Ministeris de Treball i Assumptes Socials i de Defensa, de la Comunitat de Madrid, de l'obra social de Caja Madrid, i de la Fundació de Víctimes del Terrorisme (FVT). A més, compta amb les subvencions que cada tres anys concedeix el Ministeri de l'Interior. També rep ajudes d'ajuntaments, entitats privades, i particulars.